# Igor Silva (football)
Pour les articles homonymes, voir Silva.
Igor Silva, anciennement dit Igor Carioca, né le 21 août 1996 à Niterói au Brésil, est un footballeur brésilien qui évolue au poste de défenseur droit au FC Lorient.

## Biographie

### Débuts au Brésil
À l'âge de 16 ans, Igor Silva rejoint le club brésilien du Comercial FC. Le jeune arrière droit joue ses premières minutes le 31 juillet 2013 après une entrée en jeu à la 86e minute lors d'un match de Coupe Paulista contre le club de Ferroviária (1-1). Il connaît sa première titularisation le 16 août 2014, lors d'un match de Coupe Paulista entre le Comercial FC et le Mirassol FC, qui se termine sur le score de 3-1 en faveur du Comercial.

### Arrivée en Europe
À la suite de son manque de temps de jeu au Brésil, le club grec du PAE Asteras Tripolis se fait prêter le joueur brésilien. Igor Silva avouera y avoir rencontré un problème d'intégration, du fait qu'il ne savait seulement parler que le portugais au moment de son arrivée. Finalement, l'arrière droit ne jouera que 28 minutes lors de la saison avec son club, lors du match retour des quarts de finale de Coupe de Grèce contre l'Olympiakos (1-1).
Malgré tout, Igor Silva est acheté définitivement par le PAE Asteras Tripolis et va se révéler petit à petit. Entre 2016 et 2018, il joue 33 matchs et va même inscrire le premier but de sa carrière lors d'un match entre son club et l'AEK Athènes ayant lieu le 7 janvier 2017. Le PAE Asteras Tripolis remporte ce match sur un score de 3-2 où Igor Silva inscrit le 2e but pour son club à la 66e minute.
Après de bonnes performances dans son club, il se fait repérer en janvier 2018 par le leader grec, l'Olympiakos. En revanche, il ne joue que 2 matchs dans son nouveau club et est prêté à Chypre à l'AEK Larnaca pour la saison 2018-2019. Il y joue 34 matchs et inscrit tout de même un but lors d'un match de championnat Panchypriote Cyta entre son club et l'AEL Limassol. Grâce à ce but, ses coéquipiers et lui remportent le match 1-0.
À la fin de son prêt, il se fait de nouveau prêter pour la saison 2019-2020, cette fois-ci en Croatie au NK Osijek. Le brésilien fait une excellente impression dans le championnat croate, y disputant 31 matchs avec son nouveau club et inscrivant un but lors d'un match contre le NK Varaždin (2-2). Mais surtout, il est élu meilleur arrière droit de la saison de Prva HNL. À la suite de ces excellentes performances, le club croate l'achète définitivement. La saison 2020-2021 est encore une réussite pour Igor Silva avec 35 matchs joués et 2 passes décisives délivrées. Le NK Osijek réalise également une très bonne saison avec une belle 2e place obtenue en Prva HNL.

### Arrivée en France
Après de telles performances, Igor Silva s'engage en France avec le FC Lorient pour 5 ans. Il est titularisé pour la première fois lors de la 1re journée de Ligue 1 contre l'AS Saint-Étienne le 8 août 2021 (1-1). Malgré un début de saison encourageant, il perd progressivement sa place dans le onze de départ de Christophe Pélissier au fil de la saison. Titulaire à 14 reprises sur la phase aller, il ne l'est que 3 fois sur la phase retour, Houboulang Mendes lui étant préféré à son poste. Il conclut son premier exercice en Bretagne avec 28 apparitions en Ligue 1, dont 17 titularisations.
Si l'ancien joueur de Laval quitte Lorient au terme de la saison, Gédéon Kalulu est recruté lors du mercato et commence la saison 2022-2023 titulaire.

## Statistiques
| Saison                | Club                        | Championnat           | Championnat | Championnat | Championnat | Coupe(s) nationale(s) | Coupe(s) nationale(s) | Coupe(s) nationale(s) | Supercoupe | Supercoupe | Supercoupe | Compétition(s) continentale(s) | Compétition(s) continentale(s) | Compétition(s) continentale(s) | Compétition(s) continentale(s) | Total | Total | Total |
| Saison                | Club                        | Division              | M.          | B.          | P.d.        | M.                    | B.                    | P.d.                  | M.         | B.         | P.d.       | Comp.                          | M.                             | B.                             | P.d.                           | M.    | B.    | P.d.  |
| 2013                  | Comercial FC                | Paulista A2           | -           | -           | -           | 1                     | 0                     | 0                     | -          | -          | -          | -                              | -                              | -                              | -                              | 1     | 0     | 0     |
| 2014                  | Comercial FC                | Campeonato Paulista   | -           | -           | -           | 13                    | 0                     | 0                     | -          | -          | -          | -                              | -                              | -                              | -                              | 13    | 0     | 0     |
| 2015                  | Comercial FC                | Paulista A2           | 9           | 0           | 0           | -                     | -                     | -                     | -          | -          | -          | -                              | -                              | -                              | -                              | 9     | 0     | 0     |
| Sous-total            | Sous-total                  | Sous-total            | 9           | 0           | 0           | 14                    | 0                     | 0                     | -          | -          | -          | -                              | -                              | -                              | -                              | 23    | 0     | 0     |
| 2015-2016             | PAE Astéras Trípolis (prêt) | Superleague Elláda    | -           | -           | -           | 1                     | 0                     | 0                     | -          | -          | -          | C3                             | -                              | -                              | -                              | 1     | 0     | 0     |
| 2016-2017             | PAE Astéras Trípolis        | Superleague Elláda    | 15          | 1           | 0           | 4                     | 0                     | 0                     | -          | -          | -          | -                              | -                              | -                              | -                              | 19    | 1     | 0     |
| 2017-2018             | PAE Astéras Trípolis        | Superleague Elláda    | 12          | 0           | 0           | 2                     | 0                     | 1                     | -          | -          | -          | -                              | -                              | -                              | -                              | 14    | 0     | 1     |
| Sous-total            | Sous-total                  | Sous-total            | 27          | 1           | 0           | 7                     | 0                     | 1                     | -          | -          | -          | -                              | -                              | -                              | -                              | 34    | 1     | 1     |
| 2017-2018             | Olympiakós                  | Superleague Elláda    | 2           | 0           | 0           | -                     | -                     | -                     | -          | -          | -          | C1                             | -                              | -                              | -                              | 2     | 0     | 0     |
| 2018-2019             | AEK Larnaca (prêt)          | First Division        | 20          | 1           | 0           | 2                     | 0                     | 0                     | 1          | 0          | 0          | C3                             | 12                             | 0                              | 0                              | 35    | 1     | 0     |
| 2019-2020             | NK Osijek (prêt)            | Prva HNL              | 27          | 1           | 2           | 4                     | 0                     | 1                     | -          | -          | -          | C3                             | -                              | -                              | -                              | 31    | 1     | 3     |
| 2020-2021             | NK Osijek                   | Prva HNL              | 31          | 0           | 2           | 3                     | 0                     | 1                     | -          | -          | -          | C3                             | 1                              | 0                              | 0                              | 35    | 0     | 3     |
| Sous-total            | Sous-total                  | Sous-total            | 58          | 1           | 4           | 7                     | 0                     | 2                     | -          | -          | -          | -                              | 1                              | 0                              | 0                              | 66    | 1     | 6     |
| 2021-2022             | FC Lorient                  | Ligue 1               | 28          | 0           | 1           | -                     | -                     | -                     | -          | -          | -          | -                              | -                              | -                              | -                              | 28    | 0     | 1     |
| 2022-2023             | FC Lorient                  | Ligue 1               | 7           | 0           | 0           | 3                     | 0                     | 0                     | -          | -          | -          | -                              | -                              | -                              | -                              | 10    | 0     | 0     |
| 2023-2024             | FC Lorient                  | Ligue 1               | 5           | 0           | 0           | -                     | -                     | -                     | -          | -          | -          | -                              | -                              | -                              | -                              | 5     | 0     | 0     |
| 2024-2025             | FC Lorient                  | Ligue 2               | 25          | 0           | 1           | 3                     | 0                     | 0                     | -          | -          | -          | -                              | -                              | -                              | -                              | 28    | 0     | 1     |
| Sous-total            | Sous-total                  | Sous-total            | 65          | 0           | 2           | 6                     | 0                     | 0                     | -          | -          | -          | -                              | -                              | -                              | -                              | 71    | 0     | 2     |
| Total sur la carrière | Total sur la carrière       | Total sur la carrière | 181         | 3           | 6           | 36                    | 0                     | 3                     | 1          | 0          | 0          | -                              | 13                             | 0                              | 0                              | 231   | 3     | 9     |

## Palmarès
Il remporte la Supercoupe de Chypre en 2018 et est vice-champion de Chypre la même année avec l'AEK Larnaca. 
En 2021, il est vice-champion de Croatie avec le NK Osijek.
Il est champion de Ligue 2 en 2025 avec le FC Lorient.
| AEK Larnaca (1)                                                                              | NK Osijek                                       | FC Lorient (1)               |
| -------------------------------------------------------------------------------------------- | ----------------------------------------------- | ---------------------------- |
| - Supercoupe de Chypre : - Vainqueur : 2018 - Championnat de Chypre : - Vice-champion : 2018 | - Championnat de Croatie - Vice-champion : 2021 | - Ligue 2 - Vainqueur : 2025 |